# Howard megye (Iowa)
Howard megye az Amerikai Egyesült Államokban, azon belül Iowa államban található. Lakosainak száma 9469 fő (2020. április 1.). Howard megye Fillmore, Chickasaw, Winneshiek, Mitchell, Floyd és Mower megyékkel határos.

## Népesség
A megye népessége az elmúlt években az alábbi módon változott:
| Lakosok száma | 9557 | 9550 | 9598 | 9526 | 9410 | 9469 |
|               | 2010 | 2011 | 2012 | 2013 | 2015 | 2020 |